# Caulospongia
Caulospongia is een geslacht van sponsdieren uit de klasse van de Demospongiae (gewone sponzen).

## Soorten
- Caulospongia amplexa Fromont, 1998
- Caulospongia biflabellata Fromont, 1998
- Caulospongia elegans (Lendenfeld, 1888)
- Caulospongia pennatula (Lamarck, 1814)
- Caulospongia perfoliata (Lamarck, 1814)
- Caulospongia plicata Kent, 1871
- Caulospongia reticulata Fromont, 1998
- Caulospongia venosa Fromont, 1998